# Lonchopisthus lemur
Lonchopisthus lemur is een straalvinnige vissensoort uit de familie van kaakvissen (Opistognathidae). De wetenschappelijke naam van de soort is voor het eerst geldig gepubliceerd in 1935 door Myers.